# Julius Döpfner
Julius Döpfner (né le 26 août 1913 à Hausen, près de Bad Kissingen et mort le 24 juillet 1976 à Munich) est un cardinal allemand qui est évêque de Wurtzbourg, puis de Berlin et enfin archevêque de Munich et de Freising.

## Biographie

### Jeunesse
Julius Döfner est le fils d'un hôtelier de Hausen près de Bad Kissingen. Il entre en 1924 au gymnasium des augustins de Münnerstadt et l'année suivante au petit séminaire Kilianeum de Wurtzbourg. Il obtient son baccalauréat en 1933 en tant que meilleur élève de la classe et commence ensuite ses études de théologie à l'université de Wurtzbourg. Il obtient une bourse au collegium Germanicum de Rome, faisant partie de la Grégorienne.
Julius Döpfner est ordonné prêtre le 29 octobre 1939, au début de la guerre, par Luigi Traglia. Il est docteur en théologie en 1941, sa thèse portant sur Newman. De 1941 à 1944, il est vicaire en Basse-Franconie à Grosswallstadt, à Schweinfurt et à Gochsheim. Il est nommé en 1944 préfet au petit séminaire Kilianeum de Wurtzbourg et l'année suivante sous-régent du séminaire de Wurtzbourg.

### Évêque de Wurtzbourg
Pie XII nomme Julius Döpfner évêque de Wurtzbourg, le 11 août 1948, succédant à Matthias Ehrenfried. Il est consacré le 14 août par Joseph Otto Kolb, archevêque de Bamberg avec comme co-consécrateurs Joseph Schröffer et Artur Michael Landgraf (de). Âgé de trente-cinq ans, il est le plus jeune évêque d'Europe.
Julius Döpfner prend pour devise Prædicamus crucifixum (Première lettre aux Corinthiens, 1-23). La ville de Wurtzbourg est dévastée par les bombes américaines et il faut reconstruire. Il ne restait que six mille habitants à la fin de la guerre. Il s'attelle à la tâche: reconstruire les églises (on n'achèvera de restaurer la cathédrale qu'à la fin des années 1950), et redonner espérance et spiritualité aux habitants du diocèse. L'évêque fonde en 1949 l'œuvre Saint-Bruno, chargée de récupérer des fonds pour la reconstruction de logements.

### Évêque de Berlin
Julius Döpfner est nommé évêque de Berlin, le 15 janvier 1957 et intronisé à l'église Saint-Sébastien de Berlin, la cathédrale étant encore en travaux de restauration à cause des dommages subis pendant la guerre. La ville est divisée en quatre zones d'occupation, chacune étant gérée par l'une des grandes puissances victorieuses (États-Unis, URSS, Grande-Bretagne et France) et le mur de Berlin n'est pas encore construit. Julius Döpfner est intronisé en mars 1957. Sa résidence est à l'Est et il doit passer d'une zone à l'autre dans une ville encore à moitié en ruines. Il est élevé au cardinalat par Jean XXIII le 15 décembre 1958 et devient titulaire du titre cardinalice de Santa Maria della Scala. C'est alors le cardinal le plus jeune de l'Église et sa nomination est considérée comme marque d'attention particulière du Saint-Siège envers la situation troublée de Berlin. Alfred Bengsch lui succède, trois jours après la construction du mur.

### Archevêque de Munich-Freising
Le cardinal Döpfner est nommé à la tête de l'archidiocèse de Munich et Freising le 3 juillet 1961, succédant à Josef Wendel. Il devient aussitôt président de la conférence épiscopale de Freising (créée en 1850) réunissant les évêques de Franconie, de Souabe et de Bavière. Le cardinal prend part aux sessions du concile Vatican II de 1962 à 1965 à Rome et prend au début l'abbé Joseph Pascher comme conseiller théologien. Il est aussi l'un des modérateurs du concile et s'appuie sur le pape Jean XXIII.
Le cardinal prend part au conclave de juin 1963 qui élit Paul VI. Il est nommé président de la conférence épiscopale allemande en 1965 et, de 1971 à 1975, il est président du synode de Wurtzbourg. Il est considéré comme libéral et ses prises de position heurtent les sensibilités traditionnelles.
Il meurt subitement d’une crise cardiaque à l'âge de soixante-deux ans à Munich. Joseph Ratzinger lui succède.
Hans Küng lui rend hommage : « …il n’avait pas son pareil dans tout l’épiscopat allemand, ni avant ni après le concile : c’était le meilleur »

## Succession apostolique
Julius Döpfner a ordonné les évêques suivants :
- Cardinal Alfred Bengsch (1959)
- Évêque Rudolf Graber (1962)
- Archevêque Robert-Casimir Dosseh-Anyron (de) (1962)
- Archevêque Josef Stimpfle (1963)
- Évêque Matthias Defregger (de) (1968)
- Évêque Ernst Tewes (de), C.O. (1968)
- Évêque Franz Schwarzenböck (de) (1972)
- Évêque Heinrich von Soden-Fraunhofen (de) (1972)